# 東京都立滝山自然公園
東京都立滝山自然公園（とうきょうとりつたきやましぜんこうえん）は、東京都八王子市にある都立自然公園。面積6.61km2。都立滝山自然公園とも呼ばれる。1950年（昭和25年）11月7日指定。標高200メートルの滝山丘陵（加住丘陵または加住北丘陵）の東端部に位置し、かつて存在した滝山城址の周辺を自然公園として保護した公園である。「西武・多摩部の公園パートナーズ」（構成団体：西武造園株式会社、西武緑化管理株式会社、NPO法人NPObirth、一般社団法人防災教育普及協会）が指定管理者となっている。

## 沿革
- 1950年11月7日 - 開園。
- 2006年 - 公益財団法人日本城郭協会が運営する「八王子城址の日本100名城」に滝山城址を登録。
- 2017年 - 公益財団法人日本城郭協会が同団体が「続日本100名城」に滝山城址を登録。

## 交通アクセス
路線バス
- 京王八王子駅・JR八王子駅北口から、西東京バス（戸吹行き・秋川駅行き・戸吹スポーツ公園入口行き）で「滝山城址下」下車、徒歩約15分。

自家用車
- 中央道八王子ICから国道16号を拝島方面へ、左入交差点を左折し国道411号（滝山街道）へ。